# 西奥菲勒斯环形山
西奥菲勒斯环形山(Theophilus)是月球正面位于酒海西北岸一座年轻的大撞击坑，约形成于32-11亿年前的爱拉托逊纪，其名称取自四世纪希腊天文学家亚历山大的圣狄奥菲鲁斯(Theophilus of Alexandria，公元4-5世纪)，1935年被国际天文学联合会批准接受。

## 描述

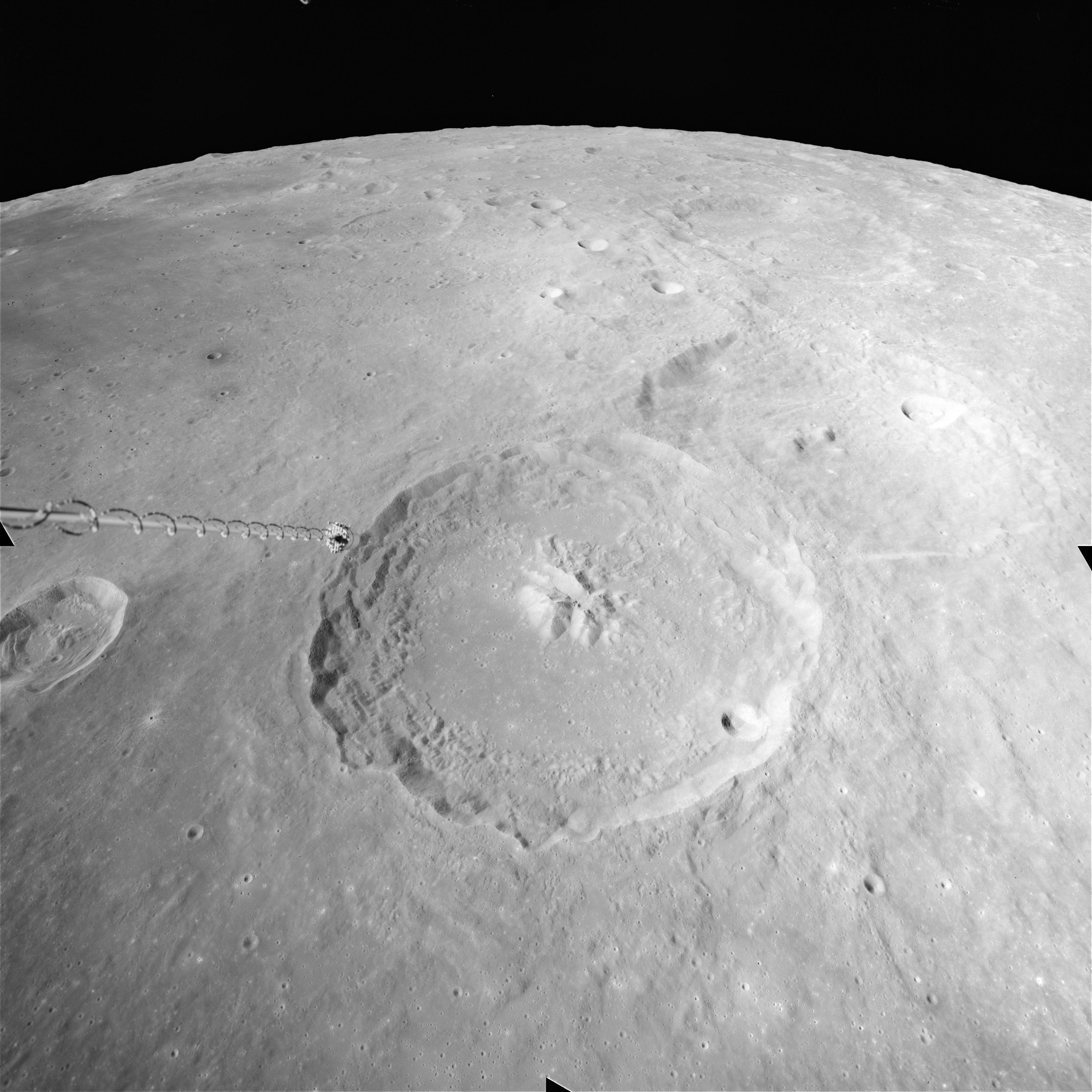
西奥菲勒斯环形山，阿波罗16号拍摄。

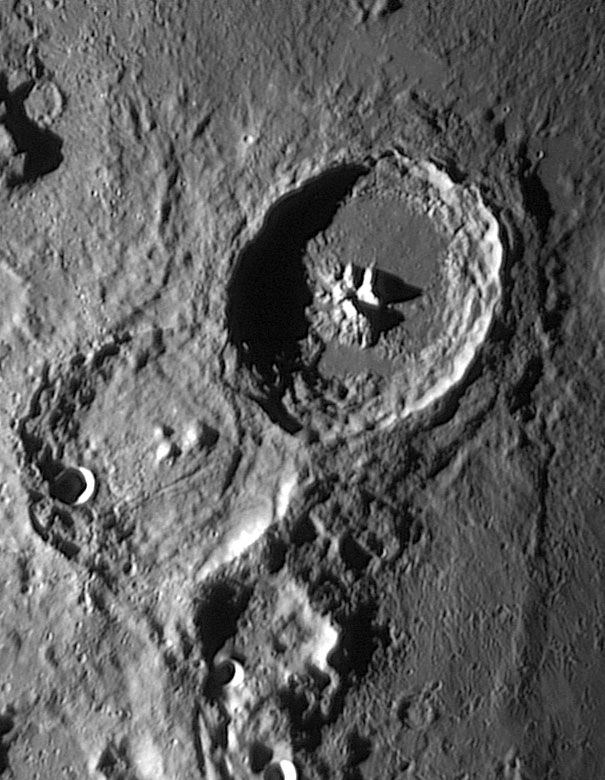
西奥菲勒斯环形山(右上)和西里尔环形山(左下)，美国海军天文台拍摄。

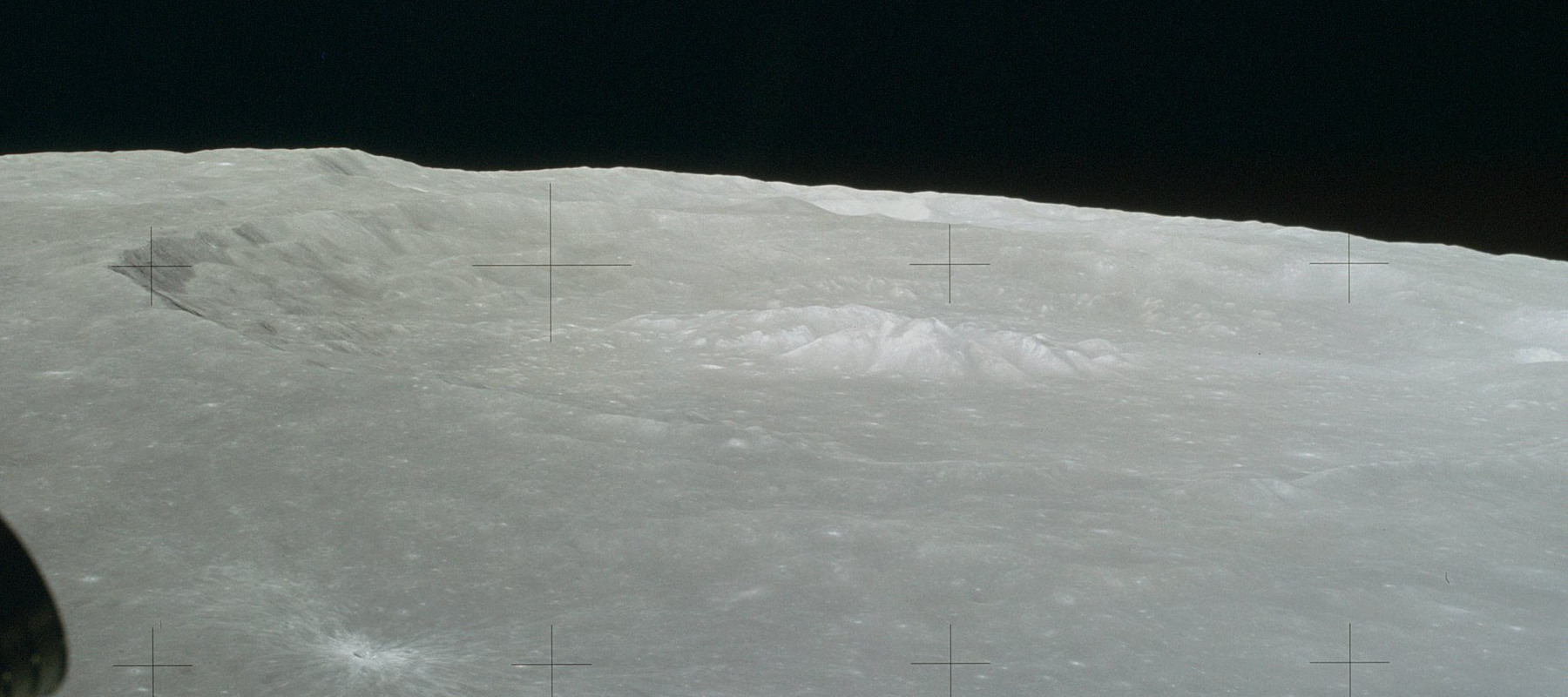
当阿波罗16号"猎户座"登月舱接近西面450公里处的降落点时所拍摄的西奥菲勒斯环形山斜视图

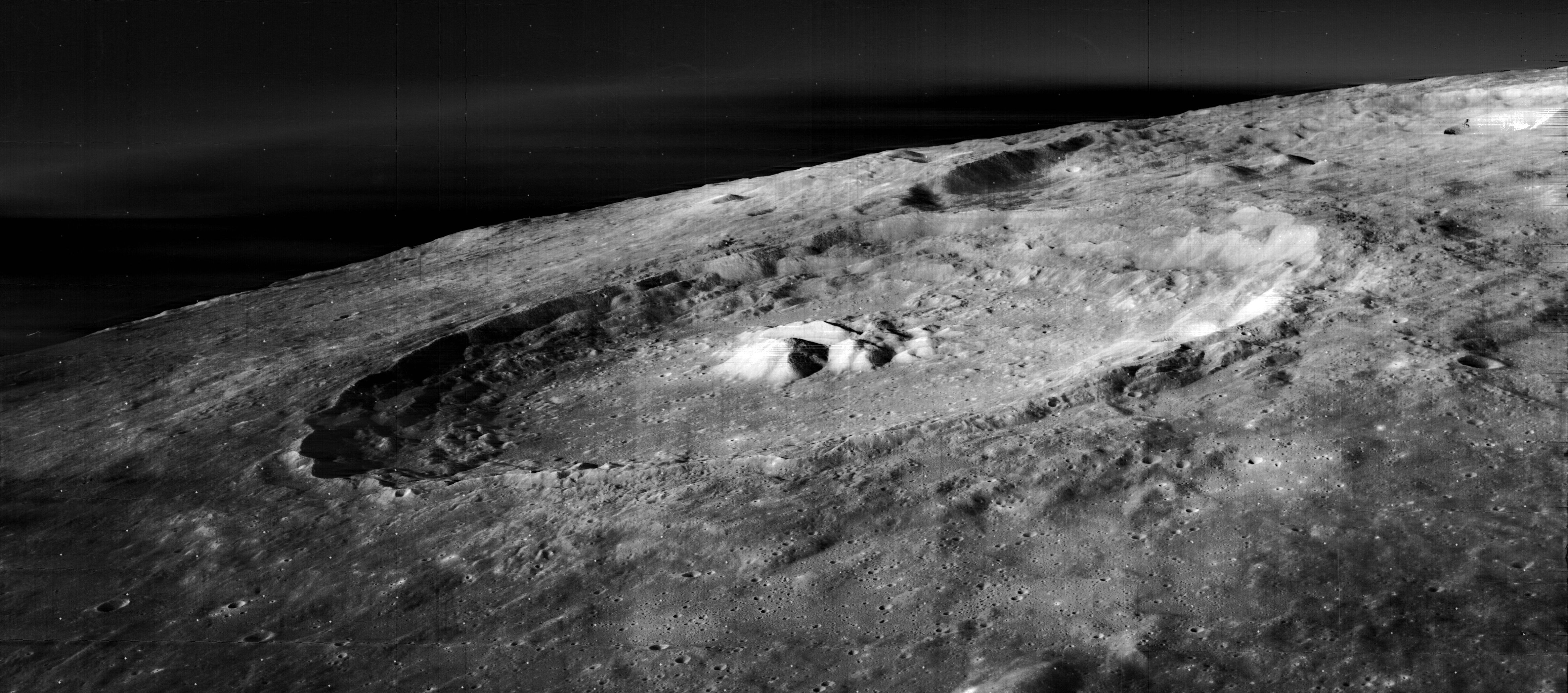
月球轨道器3号拍摄的西奥菲勒斯环形山斜视图

西奥菲勒斯环形山位于北面的狂暴湾和东南的酒海之间，部分切入到西里尔环形山的东北壁，陨坑西侧毗邻伊本·鲁世德陨石坑、西北偏北靠近希帕提娅陨石坑；托里切利陨石坑位于它的东北偏北；而它的东面和西南偏南分别坐落着马德勒陨石坑和凯瑟琳环形山。该陨坑中心月面坐标为11°27′S 26°17′E / 11.45°S 26.28°E，直径98.59公里，深度约2.85公里。
西奥菲勒斯环形山外观呈多边形状，几乎未受侵蚀。陨坑外侧边缘清晰、尖峭，内侧壁宽阔但不规则，内壁高出坑底约4200米左右，并显示有坍塌形成的阶地状结构，其中东侧内壁坡度约为46°，西北侧内壁坡上坐落了杯状的小卫星坑"西奥菲勒斯 B"。坑壁平均高出周边地形1470米，内部容积约有12400公里³。碗状的坑底表面平坦，但西部和东南区较为崎岖，坑内坐落着一座壮观的中央山脉，高约1400米，带有四座主峰。其中中心区三座巍峨的山峰中：西侧峰被称为"普西"(Ψ)，高约1100米；东侧峰"斐"(φ)高2700米；北侧峰"阿尔法"(α)高2100米。山脉的西侧坡较为宽阔而不规则，但山峰的北、西二侧则更加险峻陡峭。中央山脉的成分是由钙长石(A)、含85-90%斜长石的辉长苏长岩(GNTA1)和含80-85%斜长石的辉长苏长岩(GNTA2)及橄长斜长岩(AT)组成。月食期间曾记录到西奥菲勒斯环形山的中央峰出现过温度异常，其原因可能是一些山体塌砾和个别滚动的巨石破坏了表岩屑的完整性，导致了热效应的产生。
阿波罗11号(降落在距该陨坑西北350公里处，该区域覆盖了明亮的射纹线，至少有一些是来自西奥菲勒斯环形山)和阿波罗16号(登陆点位于陨坑东面300公里处，其玄武岩碎块具有酒海和狂暴湾的贫钛特性)上的宇航员采集了一些据认为是西奥菲勒斯环形山形成时溅射出的岩石样本。
西奥菲勒斯环形山、西里尔环形山和凯瑟琳环形山构成了一组醒目的大陨坑，观察它们的最佳时间是新月后前五天的晨昏时分。

## 卫星陨石坑
按惯例，最靠近西奥菲勒斯环形山的卫星坑在月图上以字母标注在该坑中心点的旁边。
| 西奥菲勒斯 | 纬度    | 经度    | 直径    |
| ---------- | ------- | ------- | ------- |
| B          | 10.5° S | 25.2° E | 8 公里  |
| E          | 6.8° S  | 24.0° E | 21 公里 |
| F          | 8.0° S  | 26.0° E | 13 公里 |
| G          | 7.2° S  | 25.7° E | 19 公里 |
| K          | 12.5° S | 26.3° E | 6 公里  |
| W          | 7.8° S  | 28.6° E | 4 公里  |

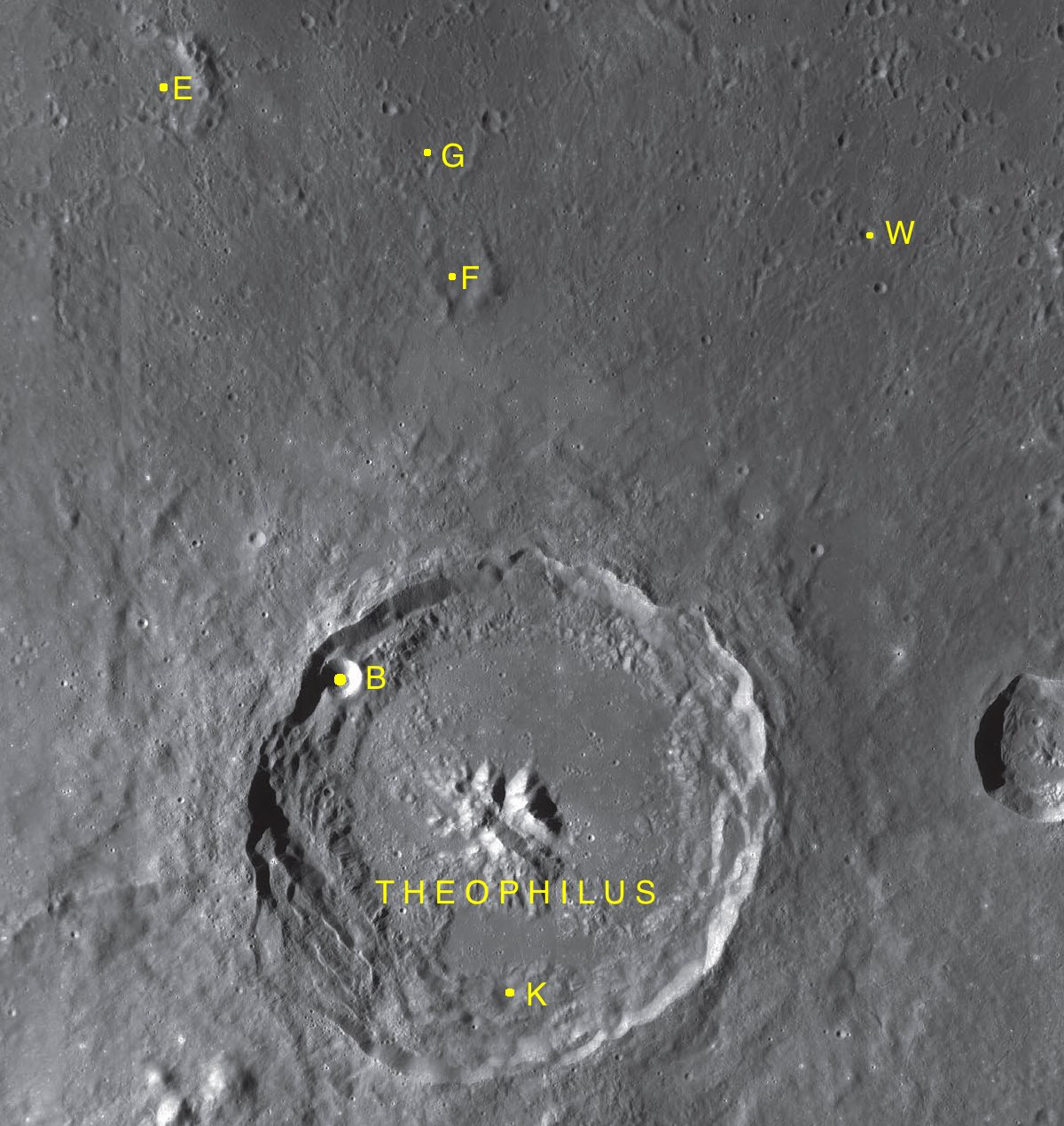
LAC-78 区域图

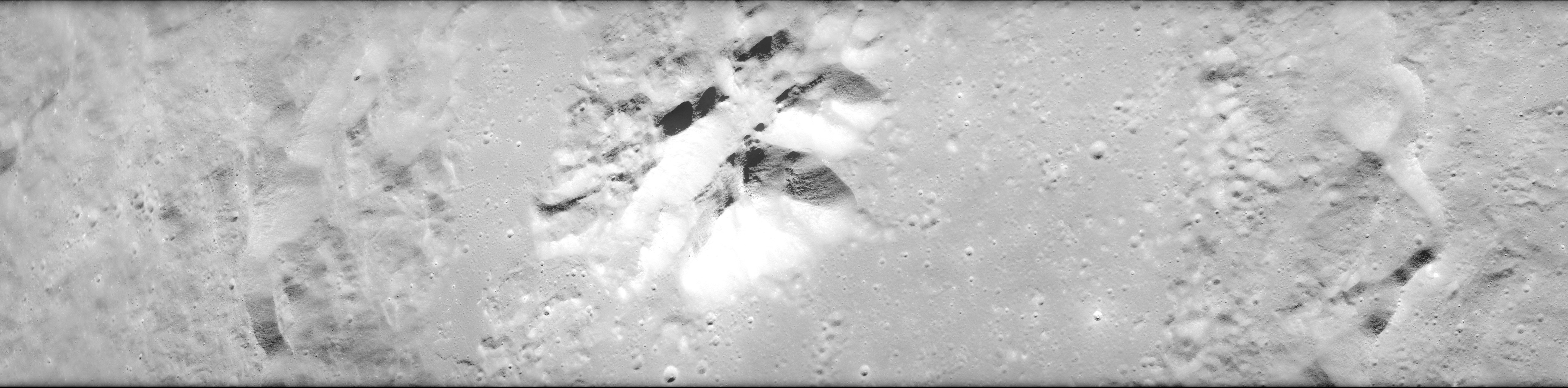
阿波罗16号全景相机拍摄的西奥菲勒斯环形山坑内中部斜视图

- 卫星坑"西奥菲勒斯 B"已被月球和行星观测协会(ALPO)列入《带有明亮射纹系统的撞击坑列表》[12]。